# Sarah Beaumont
Shakira Sunshine O'Brien conocida como Sarah Beaumont, (apellido de soltera: O'Brien, previamente: Hannay) es un personaje ficticio de la serie de televisión australiana Neighbours, interpretada por la actriz Nicola Charles del 25 de septiembre de 1996 hasta el 13 de julio de 1999. Nicola regresó a la serie el 4 de febrero del 2013, y se fue nuevamente el 1 de marzo del 2013. Nicola apareció nuevamente en la serie el 5 de abril del 2016 y su última aparición fue el 4 de mayo del 2016.

## Antecedentes
Sarah es hija de Bess O'Brien, se mudó a Australia para estar con su media hermana mayor Catherine luego de dejar a su prometido Lord Steven Harrow. Poco después se mudó a Erinsborough para escapar de su pasado.

## Biografía
El 5 de abril del 2016 Sarah regresa a Walford y le revela a Karl Kennedy y Susan Kennedy que está muriendo de cáncer y que había regresado a la ciudad para pedirles que cuidaran de su hijo, Angus de forma indefinida y ellos aceptan. Luego les explica que ha decidido detener su tratamiento contra el cáncer pero Karl y Susan la convencen de no hacerlo y Karl le consigue un lugar en Alemania para recibir tratamiento y Sarah lo acepta y se va el 4 de mayo del mismo año.